# Provinzwahlen in Italien 2000
Die Provinzwahlen in Italien 2000 fanden am 16. April (1. Wahlgang) und 30. April (Stichwahl) statt. 

## Wahlergebnisse

### Provinz Viterbo
| Kandidaten                                        | Kandidaten            | 2. Wahlgang | 2. Wahlgang | 1. Wahlgang | 1. Wahlgang | Listen                                                        | Stimmen | %    | Mandate |
| Kandidaten                                        | Kandidaten            | Stimmen     | %           | Stimmen     | %           | Listen                                                        | Stimmen | %    | Mandate |
| ------------------------------------------------- | --------------------- | ----------- | ----------- | ----------- | ----------- | ------------------------------------------------------------- | ------- | ---- | ------- |
|                                                   | Giulio Marinigewählt  | 74.639      | 41,6        | 82.273      | 45,9        | Forza Italia                                                  | 35.375  | 20,2 | 7       |
| Alleanza Nazionale                                | Giulio Marinigewählt  | 74.639      | 41,6        | 82.273      | 45,9        | 29.501                                                        | 16,8    | 5    |         |
| Centro Cristiano Democratico                      | Giulio Marinigewählt  | 74.639      | 41,6        | 82.273      | 45,9        | 7.908                                                         | 4,5     | 1    |         |
| Cristiani Democratici Uniti                       | Giulio Marinigewählt  | 74.639      | 41,6        | 82.273      | 45,9        | 6.835                                                         | 3,9     | 1    |         |
| Pensionati Uniti                                  | Giulio Marinigewählt  | 74.639      | 41,6        | 82.273      | 45,9        | 373                                                           | 0,2     | –    |         |
| ↳ Gesamt                                          | Giulio Marinigewählt  | 74.639      | 41,6        | 82.273      | 45,9        | 79.992                                                        | 45,6    | 14   |         |
|                                                   | Luciano Dottarelli    | 65.914      | 36,8        | 85.693      | 47,8        | Democratici di Sinistra                                       | 38.481  | 21,9 | 6       |
| Partito Popolare Italiano – Rinnovamento Italiano | Luciano Dottarelli    | 65.914      | 36,8        | 85.693      | 47,8        | 15.186                                                        | 8,7     | 2    |         |
| Partito della Rifondazione Comunista              | Luciano Dottarelli    | 65.914      | 36,8        | 85.693      | 47,8        | 9.670                                                         | 5,5     | 1    |         |
| Udeur                                             | Luciano Dottarelli    | 65.914      | 36,8        | 85.693      | 47,8        | 5.453                                                         | 3,1     | –    |         |
| I Democratici                                     | Luciano Dottarelli    | 65.914      | 36,8        | 85.693      | 47,8        | 4.941                                                         | 2,8     | –    |         |
| Socialisti Democratici Italiani                   | Luciano Dottarelli    | 65.914      | 36,8        | 85.693      | 47,8        | 4.234                                                         | 2,4     | –    |         |
| Partito dei Comunisti Italiani                    | Luciano Dottarelli    | 65.914      | 36,8        | 85.693      | 47,8        | 3.675                                                         | 2,1     | –    |         |
| Federazione dei Verdi                             | Luciano Dottarelli    | 65.914      | 36,8        | 85.693      | 47,8        | 2.866                                                         | 1,6     | –    |         |
| Mandate der Listengruppe                          | Luciano Dottarelli    | 65.914      | 36,8        | 85.693      | 47,8        | –                                                             | –       | 1    |         |
| ↳ Gesamt                                          | Luciano Dottarelli    | 65.914      | 36,8        | 85.693      | 47,8        | 84.506                                                        | 48,2    | 10   |         |
|                                                   | Ferdinando Signorelli |             |             | 5.888       | 3,3         | Lista Signorelli                                              | 5.675   | 3,2  | –       |
|                                                   | Agostino Grattarola   |             |             | 2.334       | 1,3         | Partito Repubblicano Italiano – Partito Socialista – Sonstige | 2.277   | 1,3  | –       |
|                                                   | Vittorio Di Battista  |             |             | 1.559       | 0,9         | Fronte Nazionale                                              | 1.528   | 0,9  | –       |
|                                                   | Guido Mussolini       |             |             | 1.484       | 0,8         | Destra Europea – Movimento Sociale Europeo                    | 1.413   | 0,8  | –       |
| Gesamt                                            | Gesamt                | 140.553     | 100         | 179.231     | 100         |                                                               | 175.391 | 100  | 24      |

### Provinz Caserta
| Kandidaten                               | Kandidaten             | 2. Wahlgang | 2. Wahlgang | 1. Wahlgang | 1. Wahlgang | Listen                  | Stimmen | %    | Mandate |
| Kandidaten                               | Kandidaten             | Stimmen     | %           | Stimmen     | %           | Listen                  | Stimmen | %    | Mandate |
| ---------------------------------------- | ---------------------- | ----------- | ----------- | ----------- | ----------- | ----------------------- | ------- | ---- | ------- |
|                                          | Riccardo Ventregewählt | 133.470     | 29,2        | 227.061     | 49,6        | Forza Italia            | 93.967  | 20,8 | 10      |
| Alleanza Nazionale                       | Riccardo Ventregewählt | 133.470     | 29,2        | 227.061     | 49,6        | 55.834                  | 12,3    | 6    |         |
| Centro Cristiano Democratico             | Riccardo Ventregewählt | 133.470     | 29,2        | 227.061     | 49,6        | 31.739                  | 7,0     | 3    |         |
| Cristiani Democratici Uniti              | Riccardo Ventregewählt | 133.470     | 29,2        | 227.061     | 49,6        | 17.635                  | 3,9     | 2    |         |
| Patto Democratico Cristiano              | Riccardo Ventregewählt | 133.470     | 29,2        | 227.061     | 49,6        | 9.173                   | 2,0     | 1    |         |
| Fiamma Tricolore (B)                     | Riccardo Ventregewählt | 133.470     | 29,2        | 227.061     | 49,6        | 7.443                   | 1,6     | –    |         |
| Cristiani Democratici per la Libertà     | Riccardo Ventregewählt | 133.470     | 29,2        | 227.061     | 49,6        | 6.114                   | 1,4     | –    |         |
| Partito Socialista                       | Riccardo Ventregewählt | 133.470     | 29,2        | 227.061     | 49,6        | 4.864                   | 1,1     | –    |         |
| Patto Segni                              | Riccardo Ventregewählt | 133.470     | 29,2        | 227.061     | 49,6        | 3.895                   | 0,9     | –    |         |
| ↳ Gesamt                                 | Riccardo Ventregewählt | 133.470     | 29,2        | 227.061     | 49,6        | 230.664                 | 51,0    | 22   |         |
|                                          | Pietro Squeglia        | 125.599     | 27,4        | 206.565     | 45,1        | Democratici di Sinistra | 66.689  | 14,7 | 5       |
| Partito Popolare Italiano                | Pietro Squeglia        | 125.599     | 27,4        | 206.565     | 45,1        | 49.188                  | 10,9    | 4    |         |
| Udeur                                    | Pietro Squeglia        | 125.599     | 27,4        | 206.565     | 45,1        | 32.893                  | 7,3     | 2    |         |
| I Democratici                            | Pietro Squeglia        | 125.599     | 27,4        | 206.565     | 45,1        | 21.749                  | 4,8     | 1    |         |
| Socialisti Democratici Italiani          | Pietro Squeglia        | 125.599     | 27,4        | 206.565     | 45,1        | 19.290                  | 4,3     | 1    |         |
| Partito della Rifondazione Comunista (A) | Pietro Squeglia        | 125.599     | 27,4        | 206.565     | 45,1        | 10.965                  | 2,4     | –    |         |
| Rinnovamento Italiano                    | Pietro Squeglia        | 125.599     | 27,4        | 206.565     | 45,1        | 8.002                   | 1,8     | –    |         |
| Partito dei Comunisti Italiani           | Pietro Squeglia        | 125.599     | 27,4        | 206.565     | 45,1        | 7.827                   | 1,7     | –    |         |
| Partito Repubblicano Italiano (C)        | Pietro Squeglia        | 125.599     | 27,4        | 206.565     | 45,1        | 3.445                   | 0,8     | –    |         |
| Mandate der Listengruppe                 | Pietro Squeglia        | 125.599     | 27,4        | 206.565     | 45,1        | –                       | –       | 1    |         |
| ↳ Gesamt                                 | Pietro Squeglia        | 125.599     | 27,4        | 206.565     | 45,1        | 220.048                 | 48,7    | 14   |         |
|                                          | Pasquale Fronzino      |             |             | 10.965      | 2,4         | (A)                     | –       | –    | –       |
|                                          | Michele Falcone        |             |             | 7.493       | 1,6         | (B)                     | –       | –    | –       |
|                                          | Armando Stefanelli     |             |             | 3.697       | 0,8         | (C)                     | –       | –    | –       |
|                                          | Giuseppe Cirillo       |             |             | 1.909       | 0,4         | Lokale Liste            | 1.582   | 0,3  | –       |
| Gesamt                                   | Gesamt                 | 259.069     | 100         | 457.690     | 100         |                         | 452.294 | 100  | 36      |

### Provinz Cagliari
| Kandidaten                                                            | Kandidaten                | 2. Wahlgang | 2. Wahlgang | 1. Wahlgang | 1. Wahlgang | Listen                      | Stimmen | %    | Mandate |
| Kandidaten                                                            | Kandidaten                | Stimmen     | %           | Stimmen     | %           | Listen                      | Stimmen | %    | Mandate |
| --------------------------------------------------------------------- | ------------------------- | ----------- | ----------- | ----------- | ----------- | --------------------------- | ------- | ---- | ------- |
|                                                                       | Sandro Ballettogewählt    | 124.484     | 34,4        | 178.801     | 49,4        | Forza Italia                | 66.071  | 19,4 | 9       |
| Alleanza Nazionale                                                    | Sandro Ballettogewählt    | 124.484     | 34,4        | 178.801     | 49,4        | 33.677                      | 9,9     | 4    |         |
| CCD – CDU – Partito del Popolo Sardo                                  | Sandro Ballettogewählt    | 124.484     | 34,4        | 178.801     | 49,4        | 26.285                      | 7,7     | 3    |         |
| Convergenza Sarda                                                     | Sandro Ballettogewählt    | 124.484     | 34,4        | 178.801     | 49,4        | 22.878                      | 6,7     | 3    |         |
| Patto Segni – Riformatori Sardi                                       | Sandro Ballettogewählt    | 124.484     | 34,4        | 178.801     | 49,4        | 21.564                      | 6,3     | 3    |         |
| ↳ Gesamt                                                              | Sandro Ballettogewählt    | 124.484     | 34,4        | 178.801     | 49,4        | 170.475                     | 50,2    | 22   |         |
|                                                                       | Nicola Scano              | 113.805     | 31,4        | 165.665     | 45,7        | Democratici di Sinistra     | 60.656  | 17,9 | 6       |
| Partito Popolare Italiano                                             | Nicola Scano              | 113.805     | 31,4        | 165.665     | 45,7        | 27.458                      | 8,1     | 2    |         |
| Partito della Rifondazione Comunista                                  | Nicola Scano              | 113.805     | 31,4        | 165.665     | 45,7        | 17.286                      | 5,1     | 1    |         |
| Socialisti Uniti (SDI – Federazione dei Socialisti e dei Democratici) | Nicola Scano              | 113.805     | 31,4        | 165.665     | 45,7        | 13.742                      | 4,0     | 1    |         |
| I Democratici                                                         | Nicola Scano              | 113.805     | 31,4        | 165.665     | 45,7        | 12.711                      | 3,7     | 1    |         |
| Partito Sardo d’Azione                                                | Nicola Scano              | 113.805     | 31,4        | 165.665     | 45,7        | 10.595                      | 3,1     | 1    |         |
| Partito dei Comunisti Italiani                                        | Nicola Scano              | 113.805     | 31,4        | 165.665     | 45,7        | 10.129                      | 3,0     | 1    |         |
| Mandate der Listengruppe                                              | Nicola Scano              | 113.805     | 31,4        | 165.665     | 45,7        | –                           | –       | 1    |         |
| ↳ Gesamt                                                              | Nicola Scano              | 113.805     | 31,4        | 165.665     | 45,7        | 152.577                     | 44,9    | 14   |         |
|                                                                       | Matteo Pirina             |             |             | 9.668       | 2,7         | Sardegna Insieme            | 9.298   | 2,7  | –       |
|                                                                       | Maria Paola Buccellato    |             |             | 4.245       | 1,2         | Alleanza Sarda per l’Europa | 3.800   | 1,1  | –       |
|                                                                       | Giovanni Riccardo Meaggia |             |             | 3.908       | 1,1         | Sardigna Natzione           | 3.638   | 1,1  | –       |
| Gesamt                                                                | Gesamt                    | 238.289     | 100         | 362.287     | 100         |                             | 339.788 | 100  | 36      |

### Provinz Nuoro
| Kandidaten                      | Kandidaten                     | 2. Wahlgang | 2. Wahlgang | 1. Wahlgang | 1. Wahlgang | Listen                                                                | Stimmen | %    | Mandate |
| Kandidaten                      | Kandidaten                     | Stimmen     | %           | Stimmen     | %           | Listen                                                                | Stimmen | %    | Mandate |
| ------------------------------- | ------------------------------ | ----------- | ----------- | ----------- | ----------- | --------------------------------------------------------------------- | ------- | ---- | ------- |
|                                 | Francesco Maria Licherigewählt | 50.078      | 34,5        | 59.448      | 40,9        | Democratici di Sinistra                                               | 22.634  | 15,7 | 6       |
| Partito Popolare Italiano       | Francesco Maria Licherigewählt | 50.078      | 34,5        | 59.448      | 40,9        | 15.174                                                                | 10,5    | 4    |         |
| I Democratici                   | Francesco Maria Licherigewählt | 50.078      | 34,5        | 59.448      | 40,9        | 8.104                                                                 | 5,6     | 2    |         |
| Partito Sardo d’Azione          | Francesco Maria Licherigewählt | 50.078      | 34,5        | 59.448      | 40,9        | 6.705                                                                 | 4,6     | 1    |         |
| Partito dei Comunisti Italiani  | Francesco Maria Licherigewählt | 50.078      | 34,5        | 59.448      | 40,9        | 4.973                                                                 | 3,4     | 1    |         |
| Federazione dei Verdi           | Francesco Maria Licherigewählt | 50.078      | 34,5        | 59.448      | 40,9        | 2.210                                                                 | 1,5     | –    |         |
| ↳ Gesamt                        | Francesco Maria Licherigewählt | 50.078      | 34,5        | 59.448      | 40,9        | 59.800                                                                | 41,4    | 14   |         |
|                                 | Piero Loi                      | 40.712      | 28,0        | 60.613      | 41,7        | Forza Italia                                                          | 15.844  | 11,0 | 2       |
| CCD – CDU                       | Piero Loi                      | 40.712      | 28,0        | 60.613      | 41,7        | 10.472                                                                | 7,3     | 1    |         |
| Partito del Popolo Sardo        | Piero Loi                      | 40.712      | 28,0        | 60.613      | 41,7        | 10.176                                                                | 7,0     | 1    |         |
| Alleanza Nazionale              | Piero Loi                      | 40.712      | 28,0        | 60.613      | 41,7        | 9.822                                                                 | 6,8     | 1    |         |
| Convergenza Sarda               | Piero Loi                      | 40.712      | 28,0        | 60.613      | 41,7        | 7.355                                                                 | 5,1     | 1    |         |
| Patto Segni – Riformatori Sardi | Piero Loi                      | 40.712      | 28,0        | 60.613      | 41,7        | 6.894                                                                 | 4,8     | 1    |         |
| Mandate der Listengruppe        | Piero Loi                      | 40.712      | 28,0        | 60.613      | 41,7        | –                                                                     | –       | 1    |         |
| ↳ Gesamt                        | Piero Loi                      | 40.712      | 28,0        | 60.613      | 41,7        | 60.563                                                                | 42,0    | 8    |         |
|                                 | Tonino Rocca                   |             |             | 11.436      | 7,9         | Socialisti Uniti (SDI – Federazione dei Socialisti e dei Democratici) | 11.260  | 7,8  | 1       |
|                                 | Ciriaco Davoli                 |             |             | 8.612       | 5,9         | Partito della Rifondazione Comunista                                  | 7.717   | 5,3  | 1       |
|                                 | Sebastiano Cumpostu            |             |             | 5.181       | 3,6         | Sardigna Natzione                                                     | 5.023   | 3,5  | –       |
| Gesamt                          | Gesamt                         | 90.790      | 100         | 145.290     | 100         |                                                                       | 144.363 | 100  | 24      |

### Provinz Oristano
|                                      | Mario Dianagewählt        |        |      | 49.902 | 56,5   | Forza Italia                                                          | 12.428 | 14,4 | 4 |
| Alleanza Nazionale                   | Mario Dianagewählt        | 9.305  | 10,8 | 49.902 | 56,5   | 3                                                                     |        |      |   |
| Unione Democratica per la Repubblica | Mario Dianagewählt        | 8.548  | 9,9  | 49.902 | 56,5   | 3                                                                     |        |      |   |
| Partito del Popolo Sardo             | Mario Dianagewählt        | 7.210  | 8,4  | 49.902 | 56,5   | 2                                                                     |        |      |   |
| Cristiani Democratici Uniti          | Mario Dianagewählt        | 5.898  | 6,8  | 49.902 | 56,5   | 2                                                                     |        |      |   |
| Centro Cristiano Democratico         | Mario Dianagewählt        | 3.159  | 3,7  | 49.902 | 56,5   | 1                                                                     |        |      |   |
| Patto Segni – Riformatori Sardi      | Mario Dianagewählt        | 2.338  | 2,7  | 49.902 | 56,5   | –                                                                     |        |      |   |
| ↳ Gesamt                             | Mario Dianagewählt        | 48.886 | 56,7 | 49.902 | 56,5   | 15                                                                    |        |      |   |
|                                      | Alessandro Ladu           |        |      | 24.622 | 27,9   | Democratici di Sinistra                                               | 10.803 | 12,5 | 3 |
| I Democratici                        | Alessandro Ladu           | 6.074  | 7,0  | 24.622 | 27,9   | 2                                                                     |        |      |   |
| Partito Popolare Italiano            | Alessandro Ladu           | 5.855  | 6,8  | 24.622 | 27,9   | 1                                                                     |        |      |   |
| Partito dei Comunisti Italiani       | Alessandro Ladu           | 1.040  | 1,2  | 24.622 | 27,9   | –                                                                     |        |      |   |
| Mandate der Listengruppe             | Alessandro Ladu           | –      | –    | 24.622 | 27,9   | 1                                                                     |        |      |   |
| ↳ Gesamt                             | Alessandro Ladu           | 23.772 | 27,6 | 24.622 | 27,9   | 7                                                                     |        |      |   |
|                                      | Salvatore Giuseppe Bonesu |        |      | 4.825  | 5,5    | Partito Sardo d’Azione                                                | 4.784  | 5,6  | 1 |
|                                      | Francesco Cabras          |        |      | 4.700  | 5,3    | Socialisti Uniti (SDI – Federazione dei Socialisti e dei Democratici) | 4.572  | 5,3  | 1 |
|                                      | Francesco Carta           |        |      | 2.787  | 3,2    | Partito della Rifondazione Comunista                                  | 2.712  | 3,1  | – |
|                                      | Marco Giuseppe Manca      |        |      | 1.486  | 1,7    | Sardigna Natzione                                                     | 1.450  | 1,7  | – |
| Gesamt                               | Gesamt                    | 88.322 | 100  |        | 86.176 | 100                                                                   | 24     |      |   |

### Provinz Sassari
| Kandidaten                                                            | Kandidaten              | 2. Wahlgang | 2. Wahlgang | 1. Wahlgang | 1. Wahlgang | Listen                                            | Stimmen | %    | Mandate |
| Kandidaten                                                            | Kandidaten              | Stimmen     | %           | Stimmen     | %           | Listen                                            | Stimmen | %    | Mandate |
| --------------------------------------------------------------------- | ----------------------- | ----------- | ----------- | ----------- | ----------- | ------------------------------------------------- | ------- | ---- | ------- |
|                                                                       | Francesco Masalagewählt | 84.940      | 34,6        | 112.090     | 45,6        | Forza Italia                                      | 40.522  | 17,0 | 7       |
| Alleanza Nazionale                                                    | Francesco Masalagewählt | 84.940      | 34,6        | 112.090     | 45,6        | 33.252                                            | 13,9    | 6    |         |
| CCD – CDU – Partito del Popolo Sardo                                  | Francesco Masalagewählt | 84.940      | 34,6        | 112.090     | 45,6        | 14.384                                            | 6,0     | 2    |         |
| Convergenza Sarda                                                     | Francesco Masalagewählt | 84.940      | 34,6        | 112.090     | 45,6        | 11.407                                            | 4,8     | 2    |         |
| Patto Segni – Riformatori Sardi                                       | Francesco Masalagewählt | 84.940      | 34,6        | 112.090     | 45,6        | 9.797                                             | 4,1     | 1    |         |
| ↳ Gesamt                                                              | Francesco Masalagewählt | 84.940      | 34,6        | 112.090     | 45,6        | 109.362                                           | 45,8    | 18   |         |
|                                                                       | Pietro Soddu            | 74.434      | 30,3        | 107.550     | 43,8        | Democratici di Sinistra – Federazione Democratica | 36.469  | 15,3 | 4       |
| Partito Popolare Italiano                                             | Pietro Soddu            | 74.434      | 30,3        | 107.550     | 43,8        | 25.433                                            | 10,7    | 2    |         |
| I Democratici                                                         | Pietro Soddu            | 74.434      | 30,3        | 107.550     | 43,8        | 21.376                                            | 9,0     | 2    |         |
| Socialisti Uniti (SDI – Federazione dei Socialisti e dei Democratici) | Pietro Soddu            | 74.434      | 30,3        | 107.550     | 43,8        | 11.673                                            | 4,9     | 1    |         |
| Partito Sardo d’Azione                                                | Pietro Soddu            | 74.434      | 30,3        | 107.550     | 43,8        | 9.905                                             | 4,2     | 1    |         |
| Mandate der Listengruppe                                              | Pietro Soddu            | 74.434      | 30,3        | 107.550     | 43,8        | –                                                 | –       | 1    |         |
| ↳ Gesamt                                                              | Pietro Soddu            | 74.434      | 30,3        | 107.550     | 43,8        | 104.856                                           | 43,9    | 11   |         |
|                                                                       | Antonio Brozzu          |             |             | 16.529      | 6,7         | Partito della Rifondazione Comunista              | 15.846  | 6,6  | 1       |
|                                                                       | Gavino Sale             |             |             | 9.480       | 3,9         | Sardigna Natzione                                 | 8.561   | 3,6  | –       |
| Gesamt                                                                | Gesamt                  | 159.374     | 100         | 245.649     | 100         |                                                   | 238.625 | 100  | 30      |